# Бойкачёв, Григорий Мефодьевич
Григо́рий Мефо́дьевич Бойкачёв (бел. Рыгор Мяфодьевич Байкачев; 19 апреля 1906, с. Малевичи, Могилёвская губерния, Российская империя — 10 февраля 1975, Москва, СССР) — советский государственный и политический деятель. 1-й секретарь Великолукского обкома ВКП(б) (1944—1950), 1-й секретарь Североказахстанского областного комитета КПК (1956—1958 гг).

## Биография
В 1925—1927 гг. — председатель сельского совета в родном селе, с 1927 гг. — в ВКП(б), секретарь ячейки КП(б) Белоруссии, в 1928—1930 гг. — председатель сельскохозяйственного кредитного кооператива, в 1930—1933 гг. — учился в Московском Институте Журналистики, после чего он был назначен ответственным редактором районной газеты. С сентября 1937 г. — заместитель ответственного редактора газеты «Советская Белоруссия», с апреля до августа 1938 г. — заведующий отделом партийной жизни в редакции этой газеты, позже её ответственный редактор.
В 1939 г. — уполномоченный ЦК КП(б)Б Витебской области, с 16 ноября 1939 по 22 декабря 1940 года — секретарь ЦК КП(б)Б и член политбюро ЦК КП(б)Б, в 1940—1942 гг. — слушатель Высшей Школы Партийных Организаторов при ЦК ВКП(б). С 1941 — ответственный организатор ЦК КП(б)Б, с августа 1944 по июль 1950 1-й секретарь областного комитета ВКП(б) в Великих Луках. В 1950—1953 гг. — заместитель начальника Управления Главного Управления по делам издательств, полиграфии и торговли книгами при Совете Министров СССР, в 1953—1954 гг. — заместитель директора Государственного издательства изобразительного искусства Министерства Культуры СССР, в 1954—1955 гг. — уполномоченный ЦК КПСС для создания новых совхозов на полях в Кустанайской области. В 1955—1956 гг. — 2-й секретарь, а с 1956 по ноябрь 1958 гг. — 1-й секретарь Североказахстанского областного комитета КПК. В 1958—1959 гг. — слушатель курсов при ЦК КПСС, в 1959—1963 гг. — начальник Главного управления издательств и полиграфической промышленности Министерства Культуры Белорусской ССР, в 1963—1970 гг. — заместитель председателя Государственного комитета Совета Министров Белорусской ССР по делам издательств, полиграфии и торговли книгами, затем на пенсии. Депутат Верховного Совета СССР.

## Награды
- Орден Трудового Красного Знамени (дважды, в том числе 28 февраля 1939)
- Орден Отечественной Войны II степени
- Орден Красной Звезды